# Kobłandy Batyr
Kobłandy Batyr – kazachski epos bohaterski. Powstawał w wiekach od XVI do XVIII. Tytuł dzieła pochodzi od imienia jego głównego bohatera, wodza Kipczaków. Opowiada o walkach z innymi plemionami, przede wszystkim Kałmukami. Równolegle przedstawiony został wątek miłosny. Epos przełożyła na język polski Małgorzata Łabęcka-Koecherowa.